# Claudio Herrera (futbolista)
Claudio Herrera Casanova (Montevideo, Uruguay, 11 de febrero de 1988) es un futbolista uruguayo. Juega de lateral derecho, y actualmente milita en el River Plate de la Primera División de Uruguay.
Es hijo del exjugador de fútbol de Peñarol y la selección de Uruguay, José Óscar Herrera.

## Estadísticas
| Club              | País    | Año         | Partidos | Goles | Asistencias | Prom. |
| ----------------- | ------- | ----------- | -------- | ----- | ----------- | ----- |
| Cagliari Calcio B | Italia  | 2006 - 2008 | 26       | 3     | 0           | 0,12  |
| River Plate       | Uruguay | 2009 - 2021 | 136      | 3     | 9           | 0,02  |
| Total             |         | 2006 - 2018 | 162      | 6     | 9           | 0,04  |

## Palmarés

### Logros internacionales
| Título                                   | Club        | País    | Año  |
| ---------------------------------------- | ----------- | ------- | ---- |
| Semifinalista de la Copa Sudamericana    | River Plate |         | 2009 |
| Ganador de la Copa Aerosur Internacional | River Plate | Bolivia | 2010 |

### Logros nacionales
| Título             | Club        | País    | Año  |
| ------------------ | ----------- | ------- | ---- |
| Torneo Preparación | River Plate | Uruguay | 2012 |
| Copa Integración   | River Plate | Uruguay | 2012 |